# Jan Custers
Petrus Johannes Lodevicus (Jan) Custers (Stratum, 10 september 1867 – Venlo, 25 mei 1942) was een Nederlandse beeldhouwer en een kunstenaar die interieurs vervaardigde voor neogotische kerken. Hij kreeg in zijn tijd ook internationale erkenning. Hij was een vriend van de Belgische beeldhouwer Jules Vits.

## Leven en werk
Custers was een zoon van Lambertus Custers en Henrica Ketelbueters. Hij trouwde met Engelina Francina Maria van Gardinge (1874-1951). Custers werd opgeleid aan de Sint-Lucasschool in Gent. 
Hij begon in of voor 1894 een atelier voor kerkelijke kunst in Stratum, waarin hij samenwerkte met zijn jongere broer Alphons. Het atelier bevond zich op het huidige adres Geldropseweg 20 (Eindhoven). De voorgevel van dit huis, dat voor een groot deel nog in originele staat aanwezig is, is door Jan Custers zelf ontworpen en de voorgevel is rijk versierd. Twee beelden die het centrale venster flankeren stellen de beeldhouwkunst en de architectuur voor, terwijl de schilderkunst met een voorstelling van Rembrandt in het medaillon boven het venster wordt gesymboliseerd. In het atelier werden onder meer altaren, Heiligenbeelden en Heilig Hartbeelden gemaakt. Een aantal beelden wordt beschermd als rijksmonument, zoals een graftombe op de Rooms-Katholieke begraafplaats Mastendreef in Bergen op Zoom. In 1930 overleed Alphons en twee jaar later werd het atelier gesloten.
Custers overleed op 74-jarige leeftijd.

## Werken (selectie)
- Beeldhouwwerken in de kerk van het Heilig Hart van Jezus (1901) te Boxtel
- Reliëf in de kerk van de HH. Martelaren van Gorcum te Berndijk (1903), voorstellende de Martelaren van Gorcum
- Het hoofdaltaar van de Willibrorduskerk te Riethoven (1903)
- Ruiterstandbeeld van Sint-Joris en de draak (1909) voor pensionaat Eikenburg te Stratum. Het is vervaardigd uit Savonièresteen
- Houten beelden en reliëfs in eikenhout, natuursteen en messing (ca. 1910), in de Sint-Joriskerk te Stratum, orgelkast uit 1913
- In de Sint-Genovevakerk te Breugel zijn vier panelen te vinden met voorstellingen uit het leven van de heilige Genoveva, die afkomstig zijn van een preekstoel uit 1910
- Piëta in het processiepark van de Kapel van de Heilige Eik (1911) te Oirschot
- Hoofdaltaar in de Gerardus Majellakerk te Weebosch (1915)
- Beeld van de heilige Adrianus, in de Sint-Odulphuskerk te Best (ca. 1915)
- Beeld van Sint-Pancratius in de Sint-Pancratiuskerk te Hoogeloon (ca. 1915)
- Heilig Hartbeeld te Gemert (1918)
- Heilig Hartbeeld te Oerle (1921) voor de Sint-Jan de Doperkerk
- Heilig Hartbeeld te Kaatsheuvel (1921) bij de Johannes de Doperkerk
- Heilig Hartbeeld te Beers (1922)
- Heilig Hartbeeld te Donk (1922)
- Heilig Hartbeeld te Millingen aan de Rijn (1922)
- Heilig Hartbeeld te Oudenbosch (1922)
- Heilig Hartbeeld te Schijndel (1922), dat door de Schijndelse parochianen is geschonken ter gelegenheid van het zilveren priesterfeest van pastoor H. Donders.
- Heilig Hartbeeld te Lithoijen (1924) en beelden in de Sint-Remigiuskerk
- Heilig Hartbeeld te Nijnsel (1924)
- Standbeeld van Maria Onbevlekt Ontvangen, Nijmegen (1924)
- De geschiedenis van Onze Lieve Vrouwe van Ommel, in het processiepark aldaar, een serie van zes voorstellingen in nissen, uit 1925
- Heilig Hartbeeld te Diessen (1926)
- Heilig Hartbeeld te Acht (1926)
- Heilig Hartbeeld te Raamsdonk/dorp (1927)
- Heilig Hartbeeld te Velp (1927)
- Heilig Hartbeeld te Graauw voor de H. Maria Tenhemelopneming-kerk (1927-1928)
- Heilig Hartbeeld te Diemen voor de St. Petrusbandenkerk (1929)
- Heilig Hartbeeld te Budel bij de Onze-Lieve-Vrouw Visitatiekerk (1930)
- Heilig Hartbeeld te Appeltern bij de Sint-Servatiuskerk (1930)
- Heilig Hartbeeld te Hoogerheide (1931)
- Heilig Hartbeeld te Rotterdam

### Fotogalerij

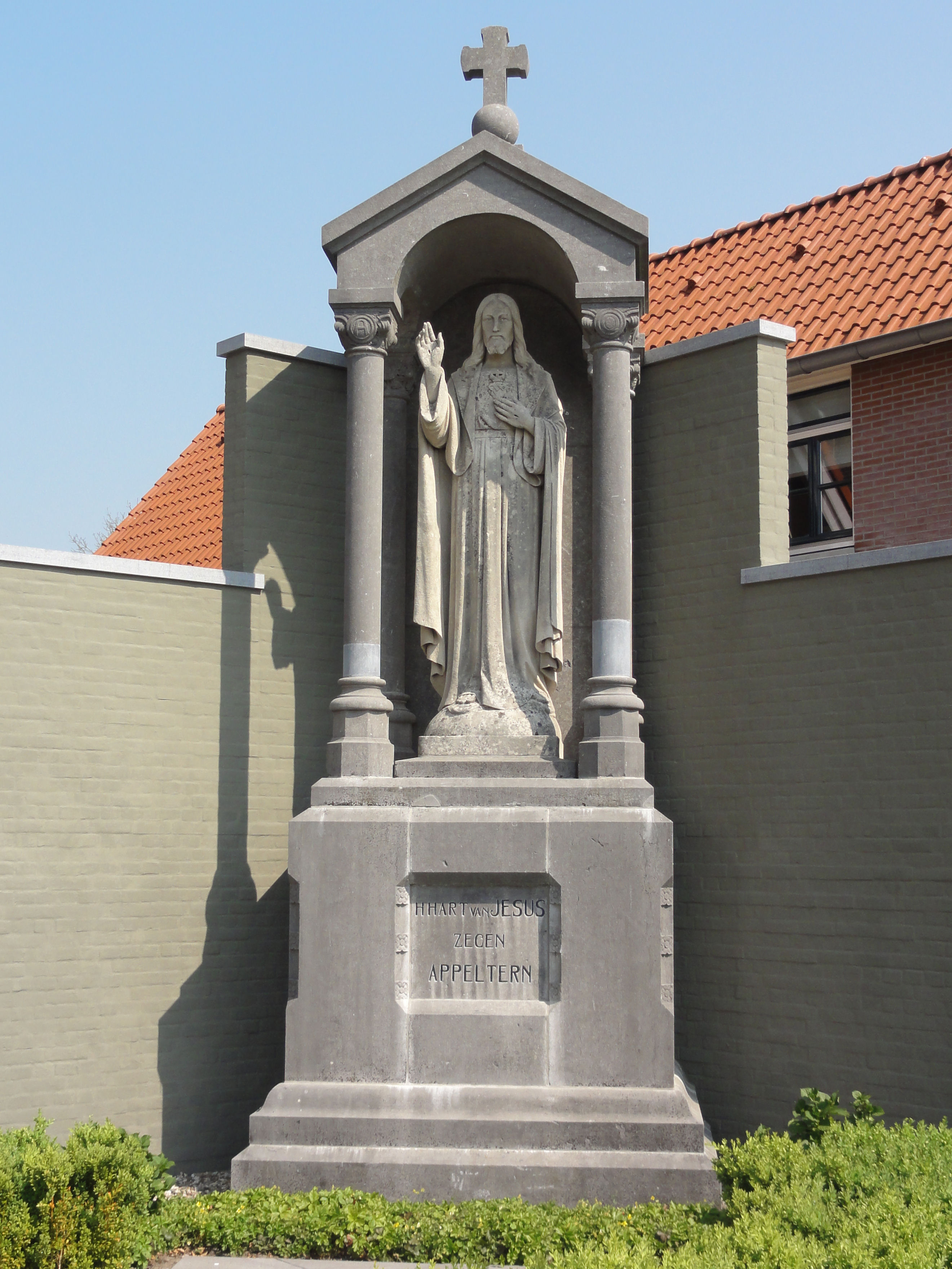
Heilig Hartbeeld (Appeltern)
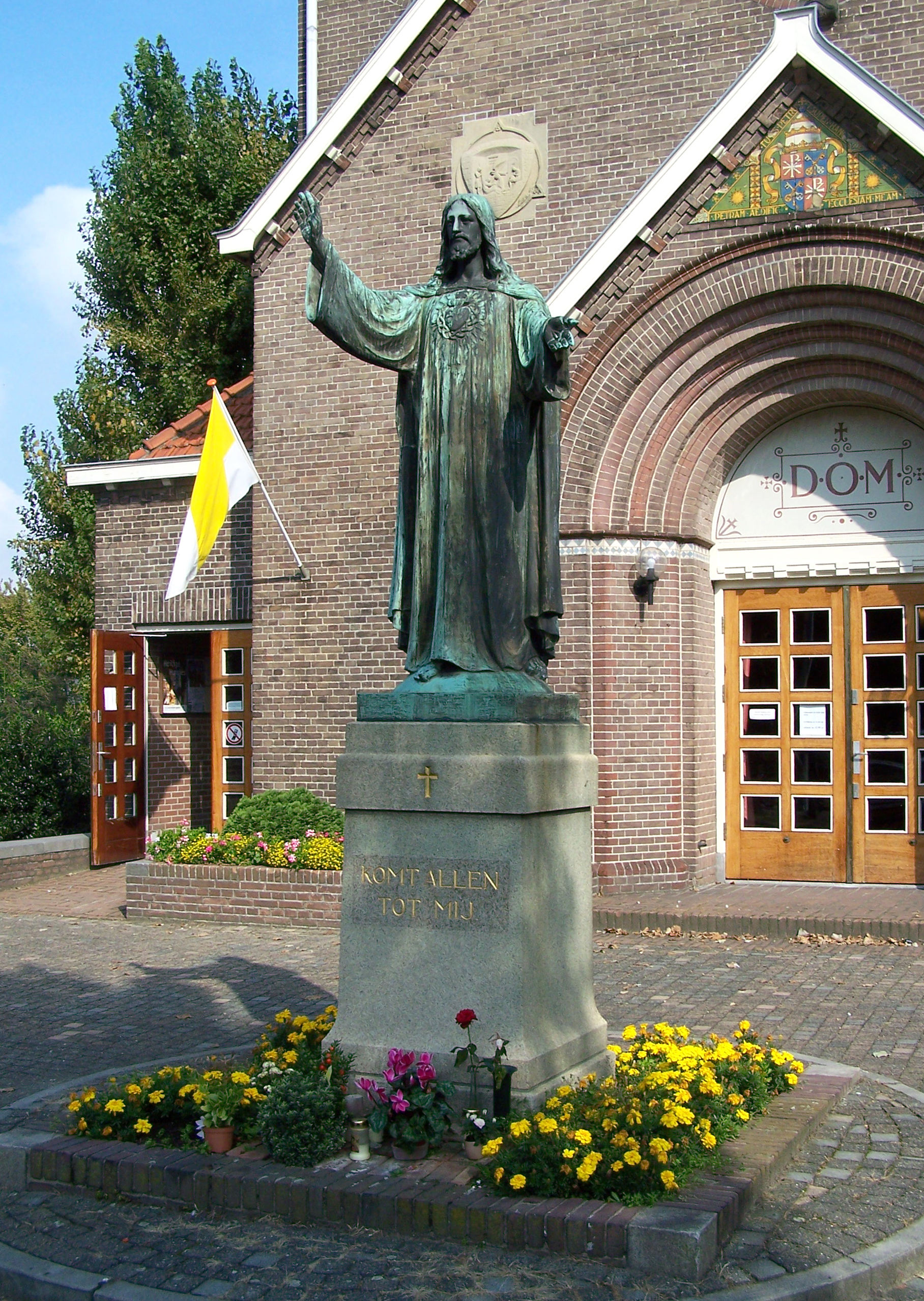
Heilig Hartbeeld (Diemen)
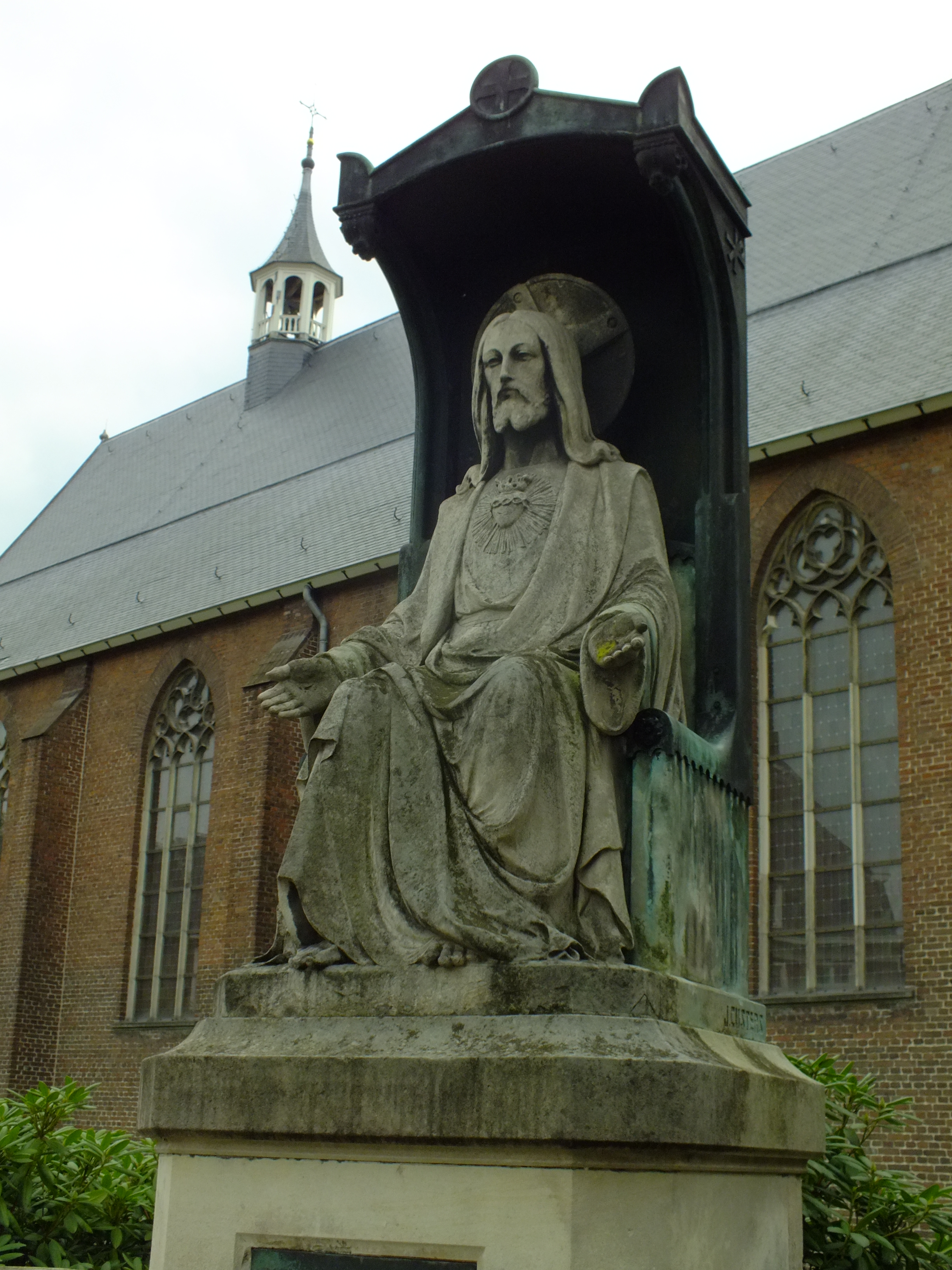
Heilig Hartbeeld (Schijndel)
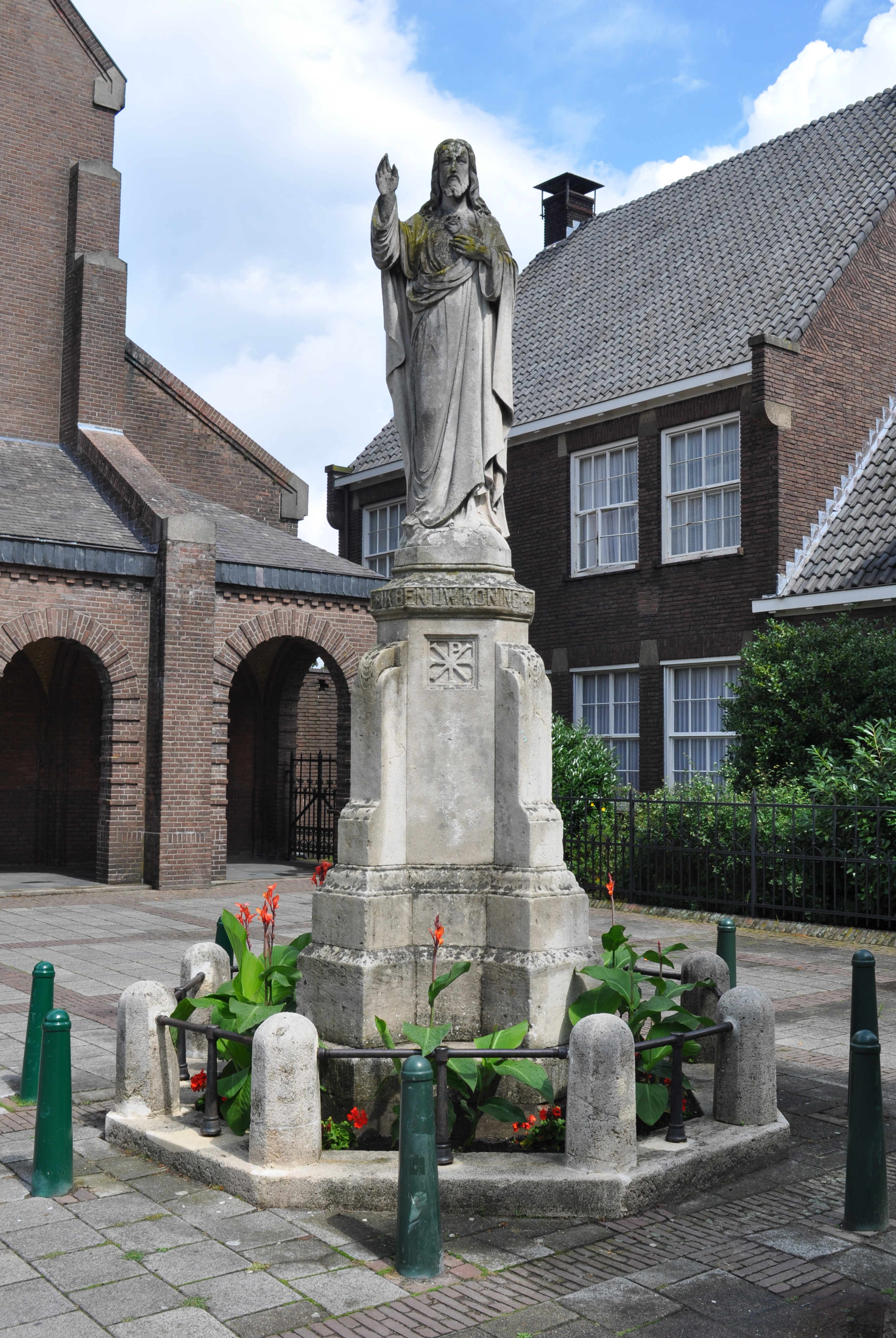
Heilig Hartbeeld (Waalre)